# Lövön, Pernå
Lövön är en ö i Finland. Den ligger i Finska viken och i kommunen Lovisa i den ekonomiska regionen  Lovisa i landskapet Nyland, i den södra delen av landet. Ön ligger omkring 68 kilometer öster om Helsingfors.
Öns area är 22,2 hektar och dess största längd är 0,8 kilometer i nord-sydlig riktning. Ön höjer sig omkring 35 meter över havsytan.